# Угрим
Угрим — хутор в Белгородской области, входит в состав Веселолопанского сельского поселения Белгородского района.

## Происхождение названия
Угрим — не церковное (некрестное) древнеславянское имя. Как топоним впервые упоминается в 1556 году в книге Большого чертежу, как имя реки, которой на современной карте нет. Согласно местной украинской версии, Угрим—это производное от Угрым — Бугрым, и в названии хутора указывается на окружающие его холмы — бугры. Согласно же местной русской версии, Угрим — это производное от Угрюм, и в названии хутора указывается на мрачность окружающей его природы. Обе версии не подтверждаются метрическими книгами ближайших церквей, где за последние 2 века упоминается только Угрим.

## География

### Местоположение
Угрим расположен менее чем в 20 километрах (по официальным данным 1897 г. в 18 верстах) к юго-западу от города Белгород. Со всех сторон окруженный лесами, холмами и оврагами, несмотря на близость к областному центру, Угрим был труднодоступным, малопосещаемым местом. Сейчас в хутор ведёт единственная асфальтированная дорога от села Долбино, проложена эта дорога вдоль русла реки Лопань через узкий (50 метровый) гребень холма между двумя балками — Угрим и Угримчик.

### Рельеф
Угрим находится в одноимённой долинообразной плоскодонной балке на склоне Предворсколья, обращенном к Северскому Донцу. Достигает в диаметре около 3 километров. Перепад высот в балке около 80 метров (от 235 метров над уровнем моря на гребне склона, до 153 метров над уровнем моря у обводненного устья). Балка асимметричной формы, с террасообразными выступами, которые делят склоны балки на продолговатые долины, сходящиеся к большому округлому холму в центре. В балке множество ключей, их вода питает четыре протоки, называемые местными «речки». Все они, пройдя путь с южных склонов балки по её болотистому днищу, сливаются в обводненном устье на севере.

### Климат
Угрим находится на юго-западе Белгородской области в умеренном климатическом поясе с умеренно континентальным типом климата. Угол падения солнечных лучей в этом регионе колеблется от 65° в июне до 37° в декабре. Средняя годовая температура воздуха равна + 6,3 С. Средняя температура в июле +22°-+23°, а в январе от −8° до −9°. Среднегодовое количество осадков — от 480 до 500 мм в год. Коэффициент увлажнения близок к единице. Безморозный период длится 155—160 дней, продолжительность солнечного времени на этой территории исчисляется примерно в 1800 часов (в Москве— 1575, в Сочи- 2185 часов). Почва прогревается и промерзает примерно до глубины 0,5-1 метр. Для Угрима характерна частая смена циклональных и антициклональных погодных условий; особенно часто происходящих в переходные сезоны года: весну и осень. Зима характеризуется неустойчивой погодой, наряду с отрицательными температурами имеют место частые оттепели. Характерной особенностью является колебание количества осадков не только в разные годы, но и по сезонам года.

### Гидрология

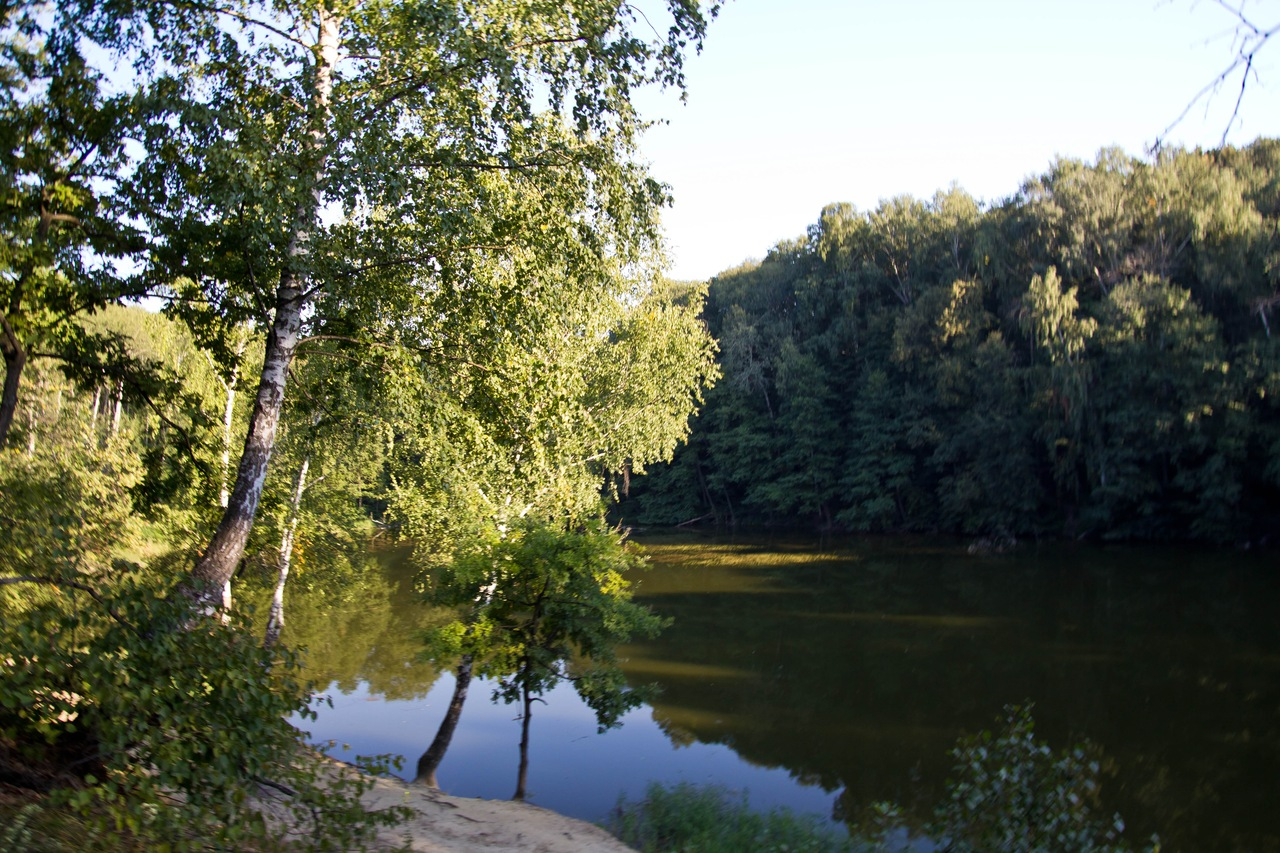
пруд Гладкое

В балке 4 протоки-«речки»: Наша, Назаренкова, Гладкова и Лисникова речки. Плотинами, (по-угримски — «гребля») все «речки» и устье балки («Широка канава») превращены в пруды. Угримская балка входит в балочную систему реки Гостёнка (правый приток реки Везёлка), её устье—исток этой реки. На севере балка граничит с урочищами левого берега реки Гостёнка: «Малая Крутенька», «Большая Крутенька», «Солонцы»; на западе — с истоком реки Уды; на юге — с истоком реки Лопань; на востоке — с левобережной балкой реки Гостёнка «Угримчик». Гряда холмов Предворсколья разделяет воды рек Ворсклы, впадающей в Днепр, и Северского Донца, впадающего в Дон.
Собственно хутор занимает весь восточный склон балки, его главная улица спускается от северного к южному склону. Традиционно хутор делится на пять частей (русское слово «конец», принятое для обозначения части поселка, не используется, местный аналог — куток, край. Однако для обозначения одной стороны улицы по прежнему используется слово «порядок», а первоначально хаты стояли по «красной линии»).

### Флора и фауна
Угрим — это природоохранная территория, в которой воссоздан полный комплекс растительных сообществ, характерных для балок лесостепной зоны. Он включает байрачные леса; луговые поляны и заросли кустарников в верховьях; в средней части — остепнённые луга, в низовьях — луговые степи; на днище балки и в его устьевой части — болотные и прибрежно-водные сообщества.

### Названия улиц
| Название улицы | Народное название                                |
| -------------- | ------------------------------------------------ |
| Садовая        | Яндола                                           |
| Центральная    | От пруда — Слобода, Низ; с горы до пруда — Гора. |
| Нагорная       | Гора                                             |
| Луговая        | Одноглазовка                                     |
| Лесная         | Лысая Гора.                                      |

### Дороги
В хуторе и окрестностях было 5 дорог: самая важная — на Долбино и Веселую Лопань; вторая по важности была на Бессоновку — под Шпилем, под Манохой, через Вигерин лес; третья — Кисна дорога (то есть тесная) на Осадче — под Шпилем, через поле, через луг и в результате тоже на Бессоновку; четвёртая — на Шлях, то есть на хутор Ближний через Широкую канаву; пятая — «на Гать» мимо Московского леса на Алмазное.

## История
Балка Угрим впервые упоминается в Книге Большого Чертежу и Росписи стоялых голов на поле (источники 16 века). Современный хутор возник в 18 веке как поселение архиерейских крестьян рядом с дачей белгородского епископа.
История хутора неразрывно связана с историей Белгородчины.

### XII-XVI века.
Дикое поле. Об Угриме ничего не известно. В окрестностях проходил Муравский шлях.

### XVI век
Первоначально в данном источнике Угрим называется рекой, как и берущая начало поблизости Лопин, а затем утверждается что Угрим впадает в Уды (хотя между ними гряда холмов). Однако далее точно описано слияние Лопани, Харькова и Уды, ошибку в котором допускали более поздние описания.
В 1571 г. упоминается и другом источнике (История курского дворянства):

Другая станица ездила через Муравский шлях к верховьям рек Везелки и Угрима, потом через Люботин и Вязовой колодези к Донецкому и Хорошеву городищам, отсюда — к верховьям Берестовой и Орели. Здесь станичники должны были осмотреть Муравский шлях и признаки. Путь сюда брал 3 дня.
Можно отметить разные подходы и акценты в описаниях этих источников: если первый привязывается к речной сети (торговым путям), то второй делает акцент на традиционном пункте военного противостояния с Крымом — верховьях рек Везелки и Угрима.
http://old-kursk.ru/avtor/slovohotov.html статьи 97-111

## Великая Отечественная война
В годы Великой Отечественной войны погибли более 80 жителей хутора. Список с 33 именами вывешен на памятнике в село Долбино. Согласно доступным официальным данным, на самом хуторе были похоронены лишь два бойца РККА, погибшие не в боях за его освобождение.

## Население
| 2002 | 2010 |
| ---- | ---- |
| 57   | ↘48  |

## Язык
Жители Угрима принадлежат к украинской этнографической группе перевертеней. Угрим, как и другие хутора и села Слобожанщины, говорит на русском, украинском и суржике. В XX веке школьное образование на русском языке, радио и телевидение, отъезд молодежи в город повсеместно потеснили суржик и украинский. Однако пожилые люди (1920—1940-х годов рождения) используют суржик и сейчас, а в языке молодежи сохранились ряд устойчивых выражений.

Люди связанные с хутором:
Генерал-майор Дятлов Владимир Иванович. Родился 24 апреля 1951 года на хуторе Угрим Белгородской области. В 1973 году окончил Сызранское высшее военное авиационное училище летчиков. Службу начал в Тихоокеанском пограничном округе в должности старшего летчика-штурмана отдельного авиаполка. Затем была служба в Восточном пограничном округе. В период с 1980 по 1989 годы неоднократно бывал в Афганистане со специальными заданиями. С 1994 по 1997 годы служил в аппарате командующего авиацией ФПС России. В Северо-восточном региональном управлении служит с 1997 года в должности командующего авиационными силами СВРУ. Награжден орденами Красного Знамени, Красной Звезды, 12-ю медалями.
http://pv-afghan.narod.ru/Operatsii/Yakkatut-88.htm

## Видео и фото
- https://web.archive.org/web/20120715072837/http://rtgtv.ru/photo/works/russian_village/page_2/
- http://video.mail.ru/mail/l.jeleva/47/45.html